# Suzhou-talsystemet
Suzhou-talsystemet är ett talsystem som användes i Kina innan det arabiska talsystemet introducerades. 

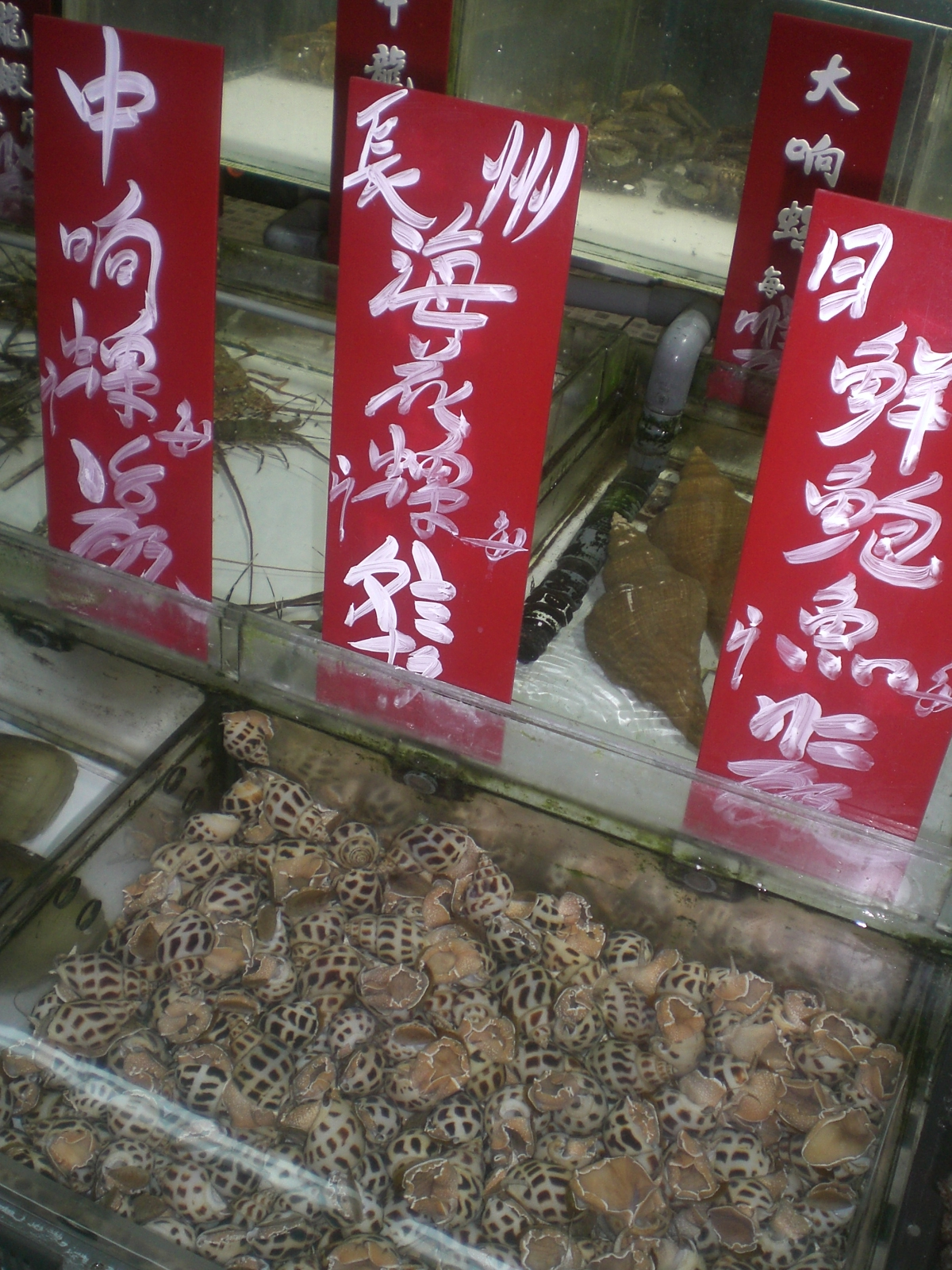
Suzhou-talsystemet på en marknad i Wan Chai

## Historia
Suzhou-talsystemet är den enda varianten av stav-talsystem som fortfarande används. Stav-talsystem användes i kinesisk matematik. 
Suzhou-systemet användes för att skriva tal snabbt inom områden som bokföring och liknande där många långa rader och kolumner av tal skrivs.
Nuförtiden används Suzhou-talsystemet enbart för att visa priser på kinesiska marknader.

## Symboler
Talsystemet använder sig av speciella symboler för siffror istället för kinesiska tecken. 
| Nummer | "Hangzhou" | "Hangzhou" | CJK Ideograf | CJK Ideograf |
| Nummer | Character  | Unicode    | Character    | Unicode      |
| ------ | ---------- | ---------- | ------------ | ------------ |
| 0      |            |            | 〇           | U+3007       |
| 1      | 〡         | U+3021     | 一           | U+4E00       |
| 2      | 〢         | U+3022     | 二           | U+4E8C       |
| 3      | 〣         | U+3023     | 三           | U+4E09       |
| 4      | 〤         | U+3024     |              |              |
| 5      | 〥         | U+3025     |              |              |
| 6      | 〦         | U+3026     |              |              |
| 7      | 〧         | U+3027     |              |              |
| 8      | 〨         | U+3028     |              |              |
| 9      | 〩         | U+3029     |              |              |